# Lyd på liv
|  | Denne artikel er oprettet af botten PalnaBot ud fra en ekstern database. Den kan derfor have sproglige fejl eller mangler. Denne skabelon kan fjernes efter kontrol af indholdet. |

Lyd på liv er en portrætfilm fra 2006 instrueret af Katia Forbert Petersen, Iben Haahr Andersen efter manuskript af Katia Forbert Petersen, Iben Haahr Andersen.

## Handling
80-årige Else Marie Pade er et af dansk musikhistories store fænomener, som har fået en renæssance blandt teknopublikummet. Pades musik har sin oprindelse i hendes livshistorie. Som barn var hun tit syg og sengeliggende. Hun lyttede til lydene omkring hende - på trappen, fra gården og fra stuen ved siden af. Her begyndte hendes lydunivers at tage form. Under anden verdenskrig blev Pade taget til fange af Gestapo og isolationsfængslet. I fængslet begyndte hun at komponere musik og kradsede noderne ned på væggene med sit hofteholderspænde. Da hun efter krigen hørte den franske avantgardes konkret musik, gik det op for hende, at den mindede om de lyde, som hun havde hørt siden sin barndom, og at det var den musik, hun ville komponere. Hun blev den første dansker, som viede sit liv til konkret og elektronisk musik - men måtte vente næsten 50 år, før den blev anerkendt. Denne dokumentarfilm fortæller om Pades liv og lydunivers.